# شهاب‌الدین کرمانی
میرزا شهاب‌الدین راوری کرمانی(۱۲۶۲ کرمان- ۱۳۱۳کرمان) معروف به میرزا مشارالملک نماینده مردم سیرجان در دوره‌های چهارم و پنجم مجلس شورای ملی بود. او پدر مظفر بقایی است.

## زندگی‌نامه
شهاب الدین کرمانی متولد ۱۲۶۲ در کرمان بود. او دارای تحصیلات حوزوی در حد اجتهاد انجام داده بود و در دوره‌های چهارم و پنجم نمایندگی مردم کرمان را در مجلس شورای ملی بر عهده داشت پس از پایان دوره پنجم وارد وزارت دادگستری شده و به شغل قضاوت مشغول گردید و تا درجه مستشاری دیوان عالی تمیز پیش رفت.
کرمانی ریاست مدرسه نصرت ملی و بعد از مشروطه سرپرستی مدارس «شهاب»، «سعادت» و «مدرسة ملی» را در کرمان به عهده داشت و در همان مدرسه نیز به تدریس مشغول بود. او هرگز لباس روحانیت را بر تن نکرد. وی در سال ۱۳۰۱ به همراه سلیمان میرزا اسکندری و عده ای دیگر «حزب سوسیالیست» را تأسیس کرد.